# Хоакін Уріо Веласкес
Хоакін Уріо Веласкес (ісп. Joaquín Urío Velázquez, 18 квітня 1947, Сан-Себастьян) — іспанський футбольний арбітр. Арбітр ФІФА з 1990 по 1992 рік.

## Кар'єра
Розпочав суддівську кар'єру у 1969 році. З 1976 року став обслуговувати матчі Сегунди, а з 1980 року — Прімери (дебютний матч відсудив 27 вересня 1980 року, в якому зіграли «Реал Вальядолід» і «Севілья». Загалом за кар'єру відсудив 161 матч у вищому дивізіоні, а також був головним арбітром другого матчу за Суперкубок Іспанії 1990 року, а також фіналу Кубка Іспанії 1993 року. Останнім матчем у суддівський кар'єрі стало «Ель Класіко» 6 травня 1994 року на «Сантьяго Бернабеу», який виграла «Барселона» 1:0.
З 1990 року був арбітром ФІФА і працював на матчах Кубка європейських чемпіонів та Кубку УЄФА, а одним з останніх турнірів в міжнародній кар'єрі іспанця стало суддівство на молодіжному чемпіонаті Європи 1992 року.